# Široka Kula-i mészárlás
A Široka Kula-i mészárlás (horvátul: Pokolj u Širokoj Kuli) során 41 civilt gyilkoltak meg a horvátországi Gospić melletti Široka Kula faluban a horvátországi háború idején. A gyilkosságok 1991. október 13-án kezdődtek és október végéig tartottak. A gyilkosságokat a horvátországi Krajinai Szerb Autonóm Terület, a SAO Krajina rendőrsége követte el többségben horvát civilek ellen Široka Kulában, de több áldozat szerb nemzetiségű volt, akiket a rendőrség a horvát hatóságokkal való együttműködéssel gyanúsított. A legtöbb áldozat holttestét a Golubnjača-jamába, a településhez közeli karsztbarlangba dobták.
A gyilkosságokkal kapcsolatban tizenhárom személy ellen emeltek vádat, négyet pedig távollétében ítéltek el Belgrádban. A másik tizenegy ügyét Gospićban tárgyalták és távollétükben elítélték őket. A gospići székhelyű Lika-Zengg Megyei Bíróság által elítéltek egyike ezt követően visszatért Horvátországba, ahol ügyét újratárgyalták és felmentették. A községben 2003-ban a mészárlás áldozatainak emlékművet emeltek.

## Előzmények
1990-ben a horvát szocialisták választási vereségét követően az etnikai feszültségek tovább fokozódtak Horvátországban. A Jugoszláv Néphadsereg (Jugoslovenska Narodna Armija – JNA) elkobozta Horvátország területvédelmi fegyvereit (Teritorijalna obrana – TO), hogy minimalizálja a lehetséges ellenállást. 1990. augusztus 17-én a fokozódó feszültség a horvátországi szerbek nyílt lázadásává fajult.A lázadás Dalmácia hátországának Knin körüli, túlnyomórészt szerbek lakta területein, valamint a Lika, Kordun, Banovina régiók és Kelet-Horvátország egyes részein zajlott. 1991 januárjában Szerbia Montenegró, valamint a szerbiai Vajdaság és Koszovó tartományok támogatásával kétszer is sikertelenül próbálkozott, hogy megszerezze a jugoszláv elnökség jóváhagyását a JNA bevetéséhez a horvát biztonsági erők leszerelésére.
A szerb felkelők és a horvát különleges rendőrség között márciusban vívott vértelen összecsapás után maga a JNA, Szerbia és szövetségesei támogatásával, kérte a szövetségi elnökséget, hogy adjon neki háborús jogosítványokat és hirdessen ki rendkívüli állapotot. A kérelmet 1991. március 15-én elutasították, és a JNA Slobodan Milošević szerb elnök irányítása alá került 1991 nyarán, amikor a jugoszláv szövetség szétesésnek indult. A hónap végére a konfliktus eszkalálódott, ami a háború első halálos áldozataihoz vezetett. A JNA ezután közbelépett, hogy támogassa a felkelőket, és megakadályozza a horvát rendőrség beavatkozását. Április elején a horvátországi szerb lázadás vezetői bejelentették, hogy az ellenőrzésük alatt álló területeket integrálják Szerbiával. Horvátország kormánya ezt az elszakadás aktusának tekintette.
1991 márciusára a konfliktus Horvátország függetlenségi háborújává fajult, majd 1991 júniusában, Jugoszlávia felbomlásával Horvátország kikiáltotta függetlenségét. A függetlenségi nyilatkozat három hónapos moratóriumot követően október 8-án lépett hatályba. Mivel a Jugoszláv Néphadsereg egyre inkább támogatta a SAO Krajinát, ezzel a horvát rendőrség nem tudott megbirkózni. Így 1991 májusában megalakult a Horvát Nemzeti Gárda (ZNG). Horvátország haderejének fejlődését hátráltatta az ENSZ szeptemberben bevezetett fegyverembargója, miközben a horvátországi katonai konfliktus tovább eszkalálódott, augusztus 26-án kezdődött a vukovári csata. Augusztus végére Likában is felerősödtek a harcok, különösen a Gospići csata szeptember nagy részében folytatódott.

## A gyilkosságok
Az SAO Krajina csapatai 1991 szeptemberében foglalták el Široka Kula falut. A falu a likai Gospićtól 11 km-re északkeletre fekszik. A háború előtti népesség 536 fő, etnikailag vegyes, horvát és szerb volt, de a horvát lakosság nagy része a hónap végére elmenekült.
Október 13-án a SAO Krajna rendőrségének helyi vezetője arra utasította a faluban maradt horvátokat, hogy mielőtt evakuálják őket, gyülekezzenek két házban. Miután a civilek eleget tettek a kérésnek, az SAO Krajina erői, miközben a horvátok tulajdonában lévő házakat kifosztották és felgyújtották rálőttek az összegyűltekre. A támadás tizenhárom civil halálát okozta. Az áldozatokat sörétes puskákkal ölték meg, testüket pedig az égő házakba dobták. Az áldozatok egy része halálra égett. A meggyilkoltak többsége idős volt, de legalább kettő gyermek (13 és 17 éves) is volt köztük. A következő napokban folytatódtak a gyilkosságok. Egy 2013-as híradás szerint abban a hónapban összesen 41 civilt öltek meg a faluban, és a legtöbb holttestet a Golubnjača-jama nevű karsztbarlangba dobták, ebből 2011-ben 22-t emeltek ki barlangból. 1992 novemberében a Krajinai Szerb Köztársaság (RSK) rendőrsége úgy becsülte, hogy körülbelül negyven horvát civil holttestet dobtak a barlangba.
Október közepén a SAO Krajina rendőrsége négy szerb civilt (Mane Rakićot és három gyermekét) tartóztatott le Široka Kulában, mert állítólag együttműködtek a horvát hatóságokkal. Az október 20-ról 21-re virradó éjszaka a rendőrség házkutatást tartott Rakić otthonában, majd egy másik široka kulai házban megölte feleségét. A testét leöntötték petróleummal és meggyújtották. A hónap végére Rakićot és gyermekeit is meggyilkolták, földi maradványaikat pedig a Golubnjača-jamába dobták.

## Következmények

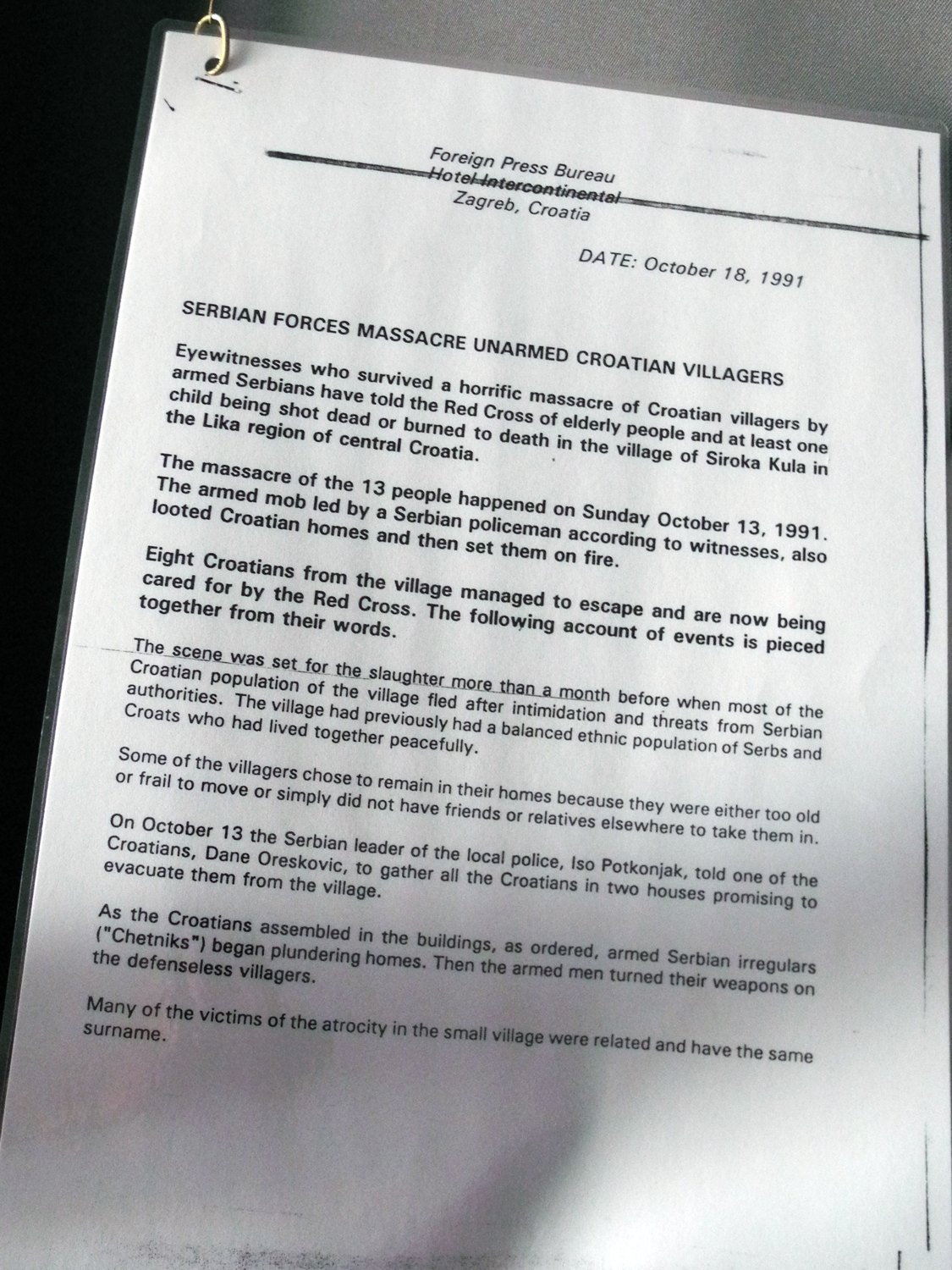
A mészárlásról szóló jelentés a Horvát Történeti Múzeumban

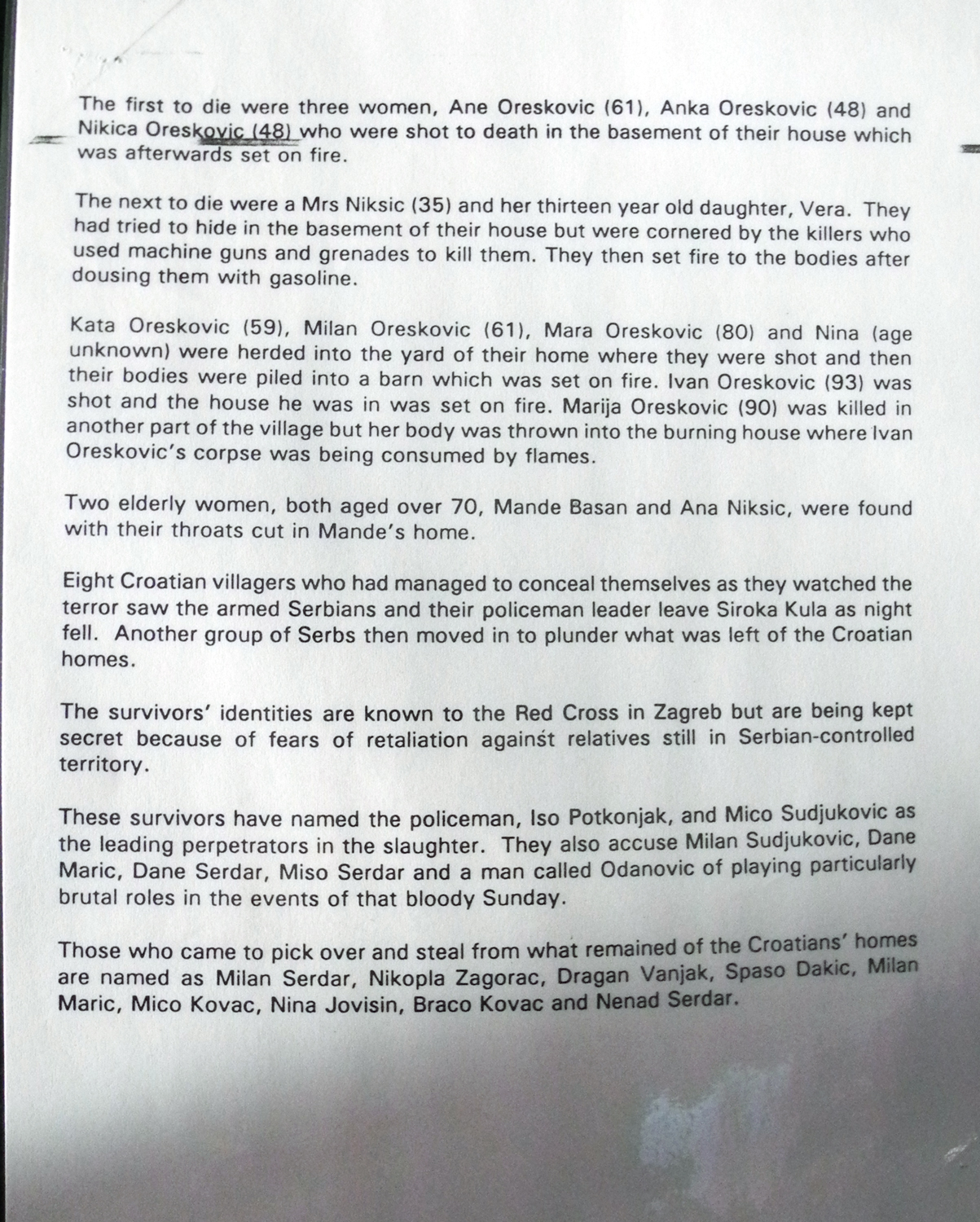
A mészárlásról szóló jelentés a Horvát Történeti Múzeumban

A Knini kerületi Bíróság a Rakić család meggyilkolása miatt 1992-ben öt krajnai rendőr ellen indított eljárást. A nyomozást az áldozatok hozzátartozóinak kérésére folytatták le, akik megfenyegették az RSK hatóságait, hogy értesítik az Egyesült Nemzetek Védelmi Erőit (UNPROFOR), ha az RSK hatóságai nem folytatják a kutatást, amit Đuro Kresović vezetett. A Knini kerületi Bíróság elnöke levelet írt az RSK belügyminiszterének, hogy útmutatást kérjen a további lépésekre vonatkozóan, hogy mi történjen, ha a Rakić család holttesteinek megtalálására irányuló kísérletek számos más holttestet is feltárnának a Golubnjača-jamában. Arról is kért  útmutatást, hogy mit kell tenni, ha az UNPROFOR tudomást szerez a barlangban lévő holttestekről. Annak ellenére, hogy az RSK vizsgálata befejeződött, a gyilkosságokban való részvétellel gyanúsítottak tárgyalása csak 2010-ben kezdődött el Belgrádban. A per és a fellebbezési eljárás 2013-ban zárult le, melyben négy ítélet született: Čedo Budisavljevićet tizenhárom év, Mirko Malinovićot, Milan Bogunovićot és Bogdan Gruičićot tizenkét, tíz, illetve nyolc év börtönbüntetésre ítélték.
1994-ben a Gospić megyei Bíróság távollétükben bíróság elé állított és elítélt egy hét horvátországi szerbből álló csoportot, akiket nyolc civil (a široka kulai Nikšić és Orešković család tagjai) meggyilkolásával vádolt. A vádlottakat bűnösnek találták, és Nikola Zagoracot, Miroslav Serdart és Dragan Vunjakot egyenként 20 év, míg Dane Serdart, Dušan Uzelacot, Milorad Baraćot és Dragan Uzelacot egyenként 15 év börtönbüntetésre ítélték. 1997-ben a Gospić megyei Bíróság a mészárlásban való részvétel miatt Vladimir Korica és Branko Banjeglav ellen is pert indított. Mindkettőjüket elítélték, és 12 év börtönbüntetést kaptak. A távollétükben elítéltek közül senki sem töltötte le a börtönbüntetést. Dane Serdar 2003 szeptemberében önként visszatért Horvátországba, és mivel távollétében ítélték el, perújrafelvételt kért. Ebben Dane Serdar 1994-es ítéletét hatályon kívül helyezték, és miután az ügyészség nem mutatott be elegendő bizonyítékot ellene, 2004 szeptemberében felmentették.
A mészárlás áldozatainak, valamint a második világháború Široka Kula környékéről származó 164 áldozatának 2003-ban emlékművet állítottak. Az emlékművet Petar Dolić tervezte, és a „Horvát Történelem Kapuja” nevet kapta, és a gyilkosságok 12. évfordulója alkalmából 2003. október 13-án az 1991-es mészárlásban elhunytak hozzátartozói avatták fel.

## Fordítás
Ez a szócikk részben vagy egészben  a(z)   Široka Kula massacre című angol Wikipédia-szócikk ezen változatának fordításán alapul.  Az eredeti cikk szerkesztőit annak laptörténete sorolja fel. Ez a jelzés csupán a megfogalmazás eredetét és a szerzői jogokat jelzi, nem szolgál a cikkben szereplő információk forrásmegjelöléseként.